# Capaccio Paestum
Capaccio Paestum és un municipi italià, situat a la regió de Campània i a la província de Salern. L'any 2004 tenia 20.934 habitants.